# قشلاق قارقلی رحیم طالبی
قشلاق قارقلی رحیم طالبی یک روستا در ایران است که در استان اردبیل واقع شده‌است. قشلاق قارقلی رحیم طالبی ۲۶ نفر جمعیت دارد.